# Martin Luther (DDR 1983)
Martin Luther ist ein in der DDR gedrehter Spielfilm in fünf Teilen aus dem Jahr 1983 von Kurt Veth mit dem Schauspieler Ulrich Thein in der Hauptrolle des Martin Luther. Der Film wurde zum 500. Geburtstag Luthers im Jahr 1983 gesendet.

## Handlung
Das Leben und Wirken des Mönchs und späteren Reformators Martin Luther wird in dieser Verfilmung in fünf Teilen behandelt:
Teil 1: Der Protest
Es ist das Jahr 1517, der Dominikaner Johann Tetzel reist durchs Land und verkauft Ablässe. In der Nähe von Wittenberg angekommen, hofft er auch dort bald Ablässe unter die Leute bringen zu können. Doch Kurfürst Friedrich der Weise verweigert ihm das Betreten seines Landes. Dr. Luther, Dozent an der Universität Wittenberg, hört von Tetzels Ablasspredigten und schreibt 95 Thesen gegen den Ablasshandel. Johann von Staupitz, Beichtvater und Generalvikar des Augustinerordens, versucht ihn zu besänftigen. Doch Luther lässt sich nicht milde stimmen. Er lässt seine 95 Thesen vom Drucker Grunenberg drucken und schlägt sie sodann an die Tür der Schlosskirche zu Wittenberg. Sie werden zudem durch den Buchdruck verbreitet und so erhält auch Tetzel Kunde davon. Tetzel schäumt und fordert Luthers Verbrennung. Als er erfährt, dass Luther die Tochter einer Bäuerin und Hexe in die Obhut von Lucas Cranach gegeben haben soll, nennt er ihn in gesteigerter Rage sogleich den Sohn des Teufels. Tetzel fasst den Beschluss, zusammen mit Professor Koch Gegenthesen zu formulieren, und lässt Luther als Ketzer anzeigen.
Teil 2: Der Sohn der Bosheit
Es ist das Jahr 1518. Luthers Thesen und Schriften verbreiten sich über das ganze Land und er gewinnt Anhänger. Luther wird nach Augsburg bestellt und er geht tatsächlich. Dort wird er von Kardinal Cajetan aufgefordert, seine Thesen zu widerrufen, aber er folgt der Aufforderung nicht.
Teil 3: Die Geheimnisse des Antichrist
Luther erkennt, dass der Papst der Antichrist sein muss, und lässt dies verkündigen. Die Bannbulle, die Johannes Eck beim Papst gefordert und erwirkt hat, verbrennt er mit seinen Anhängern vor den Toren der Stadt Wittenberg. Zu diesem Anlass singen sie Luthers neues Lied Ein feste Burg ist unser Gott.
Teil 4: Hier stehe ich …
Es ist das Jahr 1521. Luther, vor den Reichstag in Worms zitiert, steht dort vor Kaiser Karl V. Erneut wird er aufgefordert zu widerrufen, was er verweigert. Der Kaiser handelt und verhängt die Reichsacht über ihn. Auf dem Rückweg nach Wittenberg wird Luther im Auftrag seines Landesherrn Kurfürst Friedrich auf die Wartburg verschleppt, die unter dem Kommando des Hauptmanns Berlepsch steht. In diesem Versteck übersetzt Luther das Neue Testament ins Deutsche. Unterdessen kommt es in Wittenberg zu Ausschreitungen. Wittenberger Bürger, die unter dem Einfluss von Karlstadt stehen, haben die Kirchen verwüstet. Sie haben die Bilder und Statuen von Heiligen vernichtet. Der entsetzte Luther kehrt eiligst nach Wittenberg zurück und hilft die Ordnung wiederherzustellen.
Teil 5: Das Gewissen
Die letzte Episode behandelt die Jahre 1523 bis 1527. Luther heiratet die ehemalige Nonne Katharina von Bora. Im Süden des Reiches kommt es zu Bauernaufständen. Luthers ehemaliger Anhänger Thomas Müntzer befürwortet die Aufstände und heizt sie weiter an. Luther stellt sich gegen Thomas Müntzer und die aufständischen Bauern. Die Bauernaufstände, die später von der Geschichtsschreibung der DDR als sogenannte „Frühbürgerliche Revolution“ bezeichnet wurden, scheitern. Thomas Müntzer wird hingerichtet. In Wittenberg bricht die Pest aus und auch Luther fühlt sich schlecht und krank. Die Verfilmung endet mit dem wieder zu Kräften gekommenen Luther, der weiß, dass die Reformation durch Krieg gefährdet ist.

## Produktionsumstände
Der 500. Geburtstag Martin Luthers im Jahr 1983 gab Anlass, Sendungen zu seinem Leben und Wirken zu produzieren. So wurde 1981 bis 1983 dieser DDR-Fernsehfilm in fünf Teilen gedreht. In der gleichen Zeit wurde auch in der Bundesrepublik Deutschland ein neuer Lutherfilm namens Martin Luther produziert. In beiden Produktionen schlug sich nieder, dass sie in der Zeit des Kalten Krieges gedreht wurden. Der DDR-Film wurde im DEFA-Studio für Spielfilme für das Fernsehen der DDR in Zusammenarbeit mit dem Barrandov-Studio in Prag hergestellt. So wurden nicht nur Drehorte in der DDR, sondern auch im sozialistischen Ausland genutzt. Im Gegensatz zur bundesdeutschen Verfilmung von Rainer Wolffhardt wurde ein großer Aufwand betrieben; bis heute ist der DDR-Film der längste Lutherfilm überhaupt. Fachberater waren der Theologe Herbert Trebs und der Historiker Gerhard Brendler. Bei der Verwirklichung des DDR-Films mussten die Filmemacher jedoch auf politische Vorgaben achten. Der Film wurde im Oktober 1983 im Fernsehen der DDR ausgestrahlt. 1985 wurde er in den Dritten Programmen gezeigt.

## Ähnlichkeiten und gravierende Unterschiede zu anderen Lutherfilmen
- Ulrich Thein (1930–1995) ist im Vergleich zu den Lutherdarstellern aus den anderen Verfilmungen der älteste Luther.
- Das sogenannte Gewittererlebnis bleibt gänzlich unerwähnt, und Luthers Aufnahme in den Augustinerorden wird in der Verfilmung nur kurz als Rückblick behandelt.
- Luther nagelt die 95 Thesen wie in vielen anderen Verfilmungen an die Tür der Schlosskirche zu Wittenberg. Jedoch ist er bei seiner Tat nicht allein. Zwei Studenten begleiten ihn. Parallel in die Szene geschnitten, prophezeit ein Bücherverkäufer laut herausschreiend, dass ein Erlöser vom Kyffhäuser kommen werde. Die Szene verdeutlicht damit einen gravierenden Unterschied zwischen dieser und der bundesdeutschen Verfilmung Martin Luther von Rainer Wolffhardt. In der DDR-Verfilmung werden wesentlich stärker soziale Prozesse hervorgehoben. Luther wird weniger als Held dargestellt, sondern als Person, die von der Gesellschaft getragen wird.
- Auf dem Reichstag zu Worms schreit Luther in dieser Verfilmung das „Hier stehe ich, ich kann nicht anders“ laut heraus. Der Wortlaut ist in den erhaltenen Abdrucken der Rede nicht vorhanden.[4] Deshalb sind viele Historiker der Ansicht, dass dieser Satz nie gesprochen wurde. Abgesehen davon, dass die Rede auf Latein gehalten wurde, muss der Satz bei einer Bejahung der mündlichen Überlieferungsmöglichkeit sehr laut (und vermutlich auf Deutsch) gesprochen worden sein. In der Verfilmung Martin Luther von Rainer Wolffhardt ist dies im Vergleich nicht der Fall.
- Luther wirft auf der Wartburg mit seinem Tintenfass, ganz ähnlich wie es in der bekannten Sage geschildert wird.[5] Der Tintenfasswurf ist jedoch nur eine Sage.[6]
- Thomas Müntzer wird wesentlich positiver dargestellt als in der Verfilmung Martin Luther von Rainer Wolffhardt, da Friedrich Engels in seinem Buch Der deutsche Bauernkrieg die von Müntzer ausgelöste Bewegung als eine präsozialistische Bewegung gedeutet hatte[7][1] und da Müntzer unter seinen Nachfolgern als Märtyrer des Sozialismus galt.[7] Das Zentralkomitee der SED hatte daher vorgegeben, dass in der Verfilmung auf das „stimmige Verhältnis zwischen Luther und Müntzer zu achten“ sei.[8]
- In der Szene, in der Thomas Müntzer hingerichtet wird, gibt es einen auktorialen/autoritären Erzähler. Damit ist diese Verfilmung eine der wenigen Lutherverfilmungen, in denen ein solcher Erzähler vorkommt. Sonst gibt es nur noch in der Verfilmung Der arme Mann Luther einen solchen Erzähler, der dort aber kein propagandistisches Element darstellen soll.

## Kritiken
„... die bundesdeutschen Rezensenten zeigten sich komplett beeindruckt, feierten den DDR-Film und kritisierten ARD und ZDF, die nichts Vergleichbares zu Stande gebracht hatten.“
„Den Kritikern in der Bundesrepublik gefiel der DDR-Luther-Film mindestens ebenso gut wie die Eigenproduktionen von ARD und ZDF, vielen sogar besser.“